# Gafieira

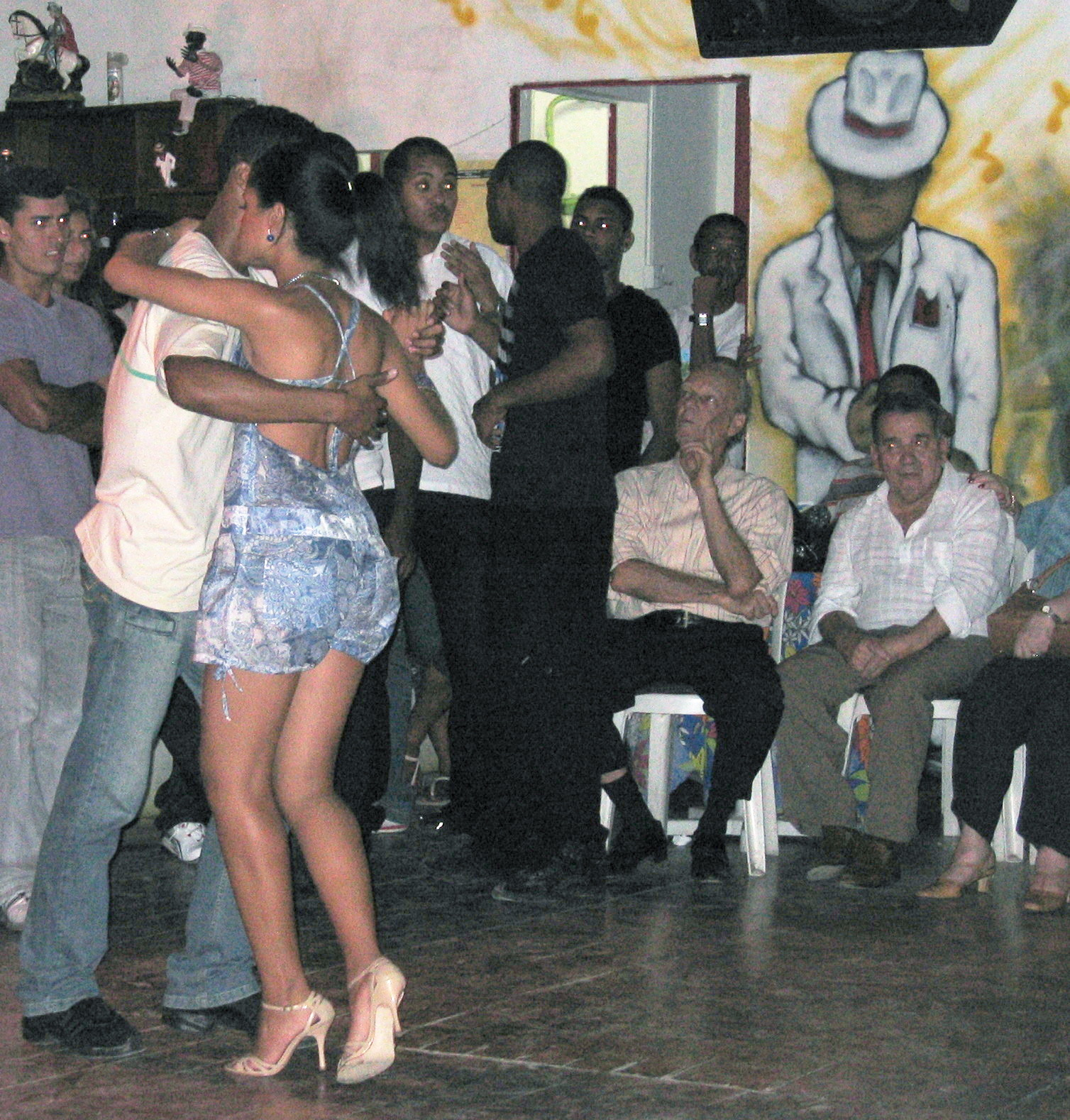
Pareja bailando samba en Cachanga do Malandro, una gafieira de Lapa.

Gafieira es un término utilizado en Brasil para designar bailes populares, como el forró o el arrasta-pé, así como los espacios donde se realizan bailes. El empresario de Río de Janeiro, Júlio Simões, fue el padre de este baile, incluso en la década de 1900, y el término "gafieira" fue acuñado más tarde, con una connotación inicialmente peyorativa, por el castigo del periodista Romeu Arede. La gafieira tiene un estilo musical asociado, la samba de Gafieira.

## Etimología
El término "gafieira" apareció por primera vez en las páginas del Jornal do Brasil, acuñado por el cronista carnavalesco Picareta (Romeu Arede), a partir del galicismo gaffe, que significa fiasco o acto inoportuno. El alto número de fallas de etiqueta de los asistentes a estos bailes populares al intentar imitar los bailes de salón de clase media habría llevado al cronista a llamar gafieiras a los espacios en donde se celebraban los bailes. Según el informe del cronista social carioca Jota Afegê, cierta vez Picareta, llegando a la puerta del Elite Clube acompañado por otras cinco o seis personas, y siendo informado por Júlio Simões, entonces director principal de la sociedad, que solo el periodista y una dama o amiga más tendrían entrada gratuita, éste habría exclamado a los invitados "¡Vamos! ¡Esto es una gafieira!". Al día siguiente, según informes, Picareta escribió en su columna sobre el Elite Clube: Este es un lugar de chusma, donde hacen bromas sobre las hileras, acuñando el neologismo. Júlio Simões devolvió la broma, cambiando el nombre del club, a una de las gafieiras más tradicionales de Río de Janeiro, la "Gafieira Elite Clube".

## Historia
Según Beaurepaire-Rohan, la gafieira sería una evolución del forrobodó carioca, que designa como sarau chinfrim.
Las gafieiras aparecieron en Río de Janeiro a principios del siglo XX, reflejando un primer intento de ascensión social de los estratos inferiores de la sociedad de Río de Janeiro, imitando las danzas blancas. A principios de la década de 1960, Júlio Simões, pionero de la gafieira, pionero del Vitória Club, reclamó la creación de la primera gafieira carioca moderna, la Sociedade Danças Clóvis Invencível, en 1906. Según Simões, esto era "un tipo de sociedad de danzas frecuentada por la clase media, sin prejuicio del color, o cualquier otro". El Clóvis Invencível, sin embargo, no sería frecuentado especialmente por la clase media, sino sobre todo por la masa de criollos y mestizos, hasta ahora impedidos de divertirse junto a los blancos por prejuicios raciales. La preocupación por la ascensión social fue revelada con extrema rigidez por los líderes de las gafieiras con las que hicieron observar el orden y la etiqueta, en una "tradición de respetabilidad". En palabras de Julio Simões, en Vitória, por ejemplo, "nadie puede abrazar a la dama ni sentarse en la silla, cliente borracho no entra, y el traje indispensable es una chaqueta y corbata, o al menos una camisa". Las reglas de conducta eran tan respetadas en las gafieiras que el compositor Billy Blanco compuso una canción sobre ellas, el «Estatuto da Gafieira»: "Los besos deben ser moderados, los hombres no pueden venir en camisa sin mangas y las mujeres en pantalones cortos y faldas cortos". Sin embargo, con los tiempos modernos, algunas de estas reglas se han roto.
Para 1930, las gafieiras habían desarrollado características muy peculiares, comenzando a despertar el interés de la clase media, curiosidad ya expresada en el trabajo de João Ferreira Gomes, O Cabrocha, publicada en 1931.
En la década de 1940, las bandas de gafieiras tocaban música instrumental, basada en arreglos de música popular y composiciones instrumentales, diferentes de los foxtrots de la década de 1920, y el chorinho, popular en la década de 1930. Muchas de estas bandas comenzaron a llamarse bandas de jazz, únicamente porque el nombre les dio un toque de modernidad, ya que no estaban influenciados de ninguna manera por el jazz, restringiéndose a los ritmos populares brasileños. A pesar de su gran éxito, esta música de baile instrumental desapareció en la década de 1970, resurgiendo a mediados de la década de 1980, especialmente en São Paulo, con el revivalismo de las gafieiras. K-chimbinho y Severino Araújo fueron dos maestros conocidos de estas gafieiras.
En la década de 1960, el espectáculo ofrecido por la peculiar danza de las parejas negras y mestizas, junto con la bebida de precio moderado, conquistó a la joven clase media. A mediados de la década, una audiencia de familias en su mayoría jóvenes irrumpió en la gafieira Estudantina. Inicialmente llegaron los estudiantes universitarios y otros que, como ellos, se suponía que eran lugares fáciles de conquistar. Siguieron los curiosos, y luego el público homosexual. Las lesbianas fueron llamadas "paraíbas", y los hombres homosexuales "enxutinhos". "Esta nueva audiencia se hizo cargo de la gafieira de tal manera que, en un baile previo al carnaval con boletos pagados en la víspera del Carnaval de 1965, cuando la orquesta tocó, en el salón sólo los músicos y los propietarios, Manuel Jesuíno y Lino, permanecieron en la antigua gafieira. Los antiguos frecuentadores habituales, criollos y mestizos, habían desaparecido.
A lo largo de cinco décadas, hasta su decadencia a fines de la década de 1970, las gafieiras representaron una forma original de entretenimiento de las clases populares urbanas, con un papel importante en la creación de nuevos estilos musicales y coreográficos.
Una popular gafieira de Río de Janeiro, ubicada en la Praça XV, un lugar de frecuencia poco recomendada, fue retratada en la telenovela Kananga do Japão. En la telenovela, la gafieira surgió como un establecimiento de calidad, algo que nunca fue.